# Эрнст Липпе-Бистерфельдский
Эрнст Казимир Фридрих Карл Эберхард Липпе-Бистерфельдский (нем. Ernst Kasimir Friedrich Karl Eberhard zur Lippe-Biesterfeld; 9 июня 1842, Оберкассель — 26 сентября 1904, Охотничий дворец Лопсхорн, Северный Рейн-Вестфалия) — граф Липпе-Бистерфельдский с 1884 года, побочной линии дома Липпе. С 1897 года до своей смерти регент княжества Липпе.

## Жизнь
Третий ребёнок Юлия, графа Липпе-Бистерфельда (1812—1884) и графини Аделаиды Кастель-Кастель (1818—1900). 17 мая 1884 года граф Эрнст наследовал своему отцу на посту главы Липпе-Бистерфельдской линии дома Липпе. После князей Липпе Бистерфельд был самой старшей линией княжеского дома, за которой следовали графы Липпе-Вейссенфельд и принцы Шаумбург-Липпе.
20 марта 1895 года правящий принц Липпе, принц Вольдемар, умер бездетным. Его наследником был его брат Александр, который был неспособен править из-за психического заболевания; ему был необходим регент. В 1890 году принцем Вольдемаром был издан указ был издан, который оставался в секрете до самой его смерти; указ привёл к тому, что регентом был назначен шурин германского императора Вильгельма II Адольф Шаумбург-Липпский вместо графа Эрнста.
Этот акт был оспорен графом Эрнстом, который потребовал сделать его регентом Александра. 24 апреля рейхстаг Липпе подтвердил принца Адольфа в качестве регента до урегулирования вопроса по поводу прав на регентство Липпе.
В первом слушанье (1895—1897) спора о правопреемстве Липпе было заявлено, что Шаумбург-Липпе считает, что бабушка Эрнста по отцовской линии, дворянка Модеста фон Унру (принадлежавшая к семье низшего дворянства) была недостаточно благородной крови, чтобы быть законной династической женой — это лишило бы рождённое от неё потомство прав наследования.
Урегулирование было достигнуто в 1897 году, когда комиссия под председательством короля Саксонии Альберта вынесла решение в пользу претензий графа Эрнста. Принц Адольф ушёл в отставку и его место занял граф Эрнст.
Комиссия постановила, что представителям династии Липпе не требуется вступать в брак с принцессами для сохранения династии; в результате был вынесен вердикт о том, что для этого достаточно дамы из старой, низшей дворянской семьи. Модеста фон Унру подпала под это определение.
Эрнст оставался регентом до своей смерти в замке Лопсхорн, после чего его сын Леопольд сменил его на посту главы дома Липпе-Бистерфельд и регента, прежде чем стать правящим князем Липпе четыре месяца спустя после смерти принца Александра.

## Брак и дети
16 сентября 1869 года Эрнст женился на Каролине Вартенслебенской (1844—1905). В браке родилось шестеро детей, которые с 1905 года носили титулы принцев и принцесс Липпе:
- Аделаида (22 июня 1870 — 3 сентября 1948), вышла замуж за принца Фридриха Саксен-Мейнингенского; бабушка принцессы Регины, жены кронпринца Отто Австрийского, всего в браке родилось шестеро детей.
- Леопольд IV (30 мая 1871 — 30 декабря 1949), князь Липпе, шестеро детей от двух браков.
- Бернард (26 августа 1872 — 19 июня 1934), отец Бернарда Липпе-Бистерфельдского, мужа королевы Нидерландов Юлианы, в браке родилось двое детей.
- Юлий (2 сентября 1873 — 15 сентября 1952), был женат на герцогине Виктории Марии Мекленбург-Стрелицкой, в браке родилось двое детей.
- Карола (2 сентября 1873 — 23 апреля 1958), сестра-близнец Юлия. Замужем не была. Детей не имела.
- Матильда (27 марта 1875 — 12 февраля 1907), замужем не была. Детей не имела.

Леопольд, Юлий и Карола были гостями на свадьбе их племянника Бернарда с принцессой Юлианой в 1937 году .